# Benin az 1980. évi nyári olimpiai játékokon
Benin a szovjetunióbeli Moszkvában megrendezett 1980. évi nyári olimpiai játékok egyik részt vevő nemzete volt. Az országot az olimpián 2 sportágban 16 sportoló képviselte, akik érmet nem szereztek.

## Atlétika
Férfi
| Versenyző          | Versenyszám | Előfutam | Előfutam | Előfutam | Negyeddöntő | Negyeddöntő | Negyeddöntő | Elődöntő | Elődöntő | Elődöntő | Döntő   | Döntő    |
| Versenyző          | Versenyszám | Idő      | Hely.    | Össz.    | Idő         | Hely.       | Össz.       | Idő      | Hely.    | Össz.    | Idő     | Helyezés |
| ------------------ | ----------- | -------- | -------- | -------- | ----------- | ----------- | ----------- | -------- | -------- | -------- | ------- | -------- |
| Pascal Aho         | 100 m       | 11,01    | 5.       | 46.*     | kiesett     | kiesett     | kiesett     | kiesett  | kiesett  | kiesett  | kiesett | kiesett  |
| Pascal Aho         | 200 m       | 22,09    | 5.       | 38.      | kiesett     | kiesett     | kiesett     | kiesett  | kiesett  | kiesett  | kiesett | kiesett  |
| Léopold Hounkanrin | 400 m       | 51,04    | 6.       | 47.      | kiesett     | kiesett     | kiesett     | kiesett  | kiesett  | kiesett  | kiesett | kiesett  |
| Adam Assimi        | 800 m       | 1:59,9   | 6.       | 38.      |             |             |             | kiesett  | kiesett  | kiesett  | kiesett | kiesett  |
| Adam Assimi        | 5000 m      | 15:43,92 | 12.      | 34.      |             |             |             | kiesett  | kiesett  | kiesett  | kiesett | kiesett  |
| Damien Degboe      | 1500 m      | 4:15,3   | 11.      | 40.      |             |             |             | kiesett  | kiesett  | kiesett  | kiesett | kiesett  |

| Versenyző        | Versenyszám   | Selejtező | Selejtező | Döntő    | Döntő    |
| Versenyző        | Versenyszám   | Eredmény  | Helyezés  | Eredmény | Helyezés |
| ---------------- | ------------- | --------- | --------- | -------- | -------- |
| Théophile Hounou | Távolugrás    | 707 cm    | 26.       | kiesett  | kiesett  |
| Henri Dagba      | Hármasugrás   | 14,71 m   | 18.       | kiesett  | kiesett  |
| Inoussa Dangou   | Gerelyhajítás | 63,56 m   | 17.       | kiesett  | kiesett  |

Női
| Versenyző      | Versenyszám | Előfutam | Előfutam | Előfutam | Negyeddöntő | Negyeddöntő | Negyeddöntő | Elődöntő | Elődöntő | Elődöntő | Döntő   | Döntő    |
| Versenyző      | Versenyszám | Idő      | Hely.    | Össz.    | Idő         | Hely.       | Össz.       | Idő      | Hely.    | Össz.    | Idő     | Helyezés |
| -------------- | ----------- | -------- | -------- | -------- | ----------- | ----------- | ----------- | -------- | -------- | -------- | ------- | -------- |
| Edwige Bancole | 100 m       | 13,19    | 7.       | 36.      | kiesett     | kiesett     | kiesett     | kiesett  | kiesett  | kiesett  | kiesett | kiesett  |

* - egy másik versenyzővel azonos eredményt ért el

## Ökölvívás
| Versenyző             | Versenyszám   | Selejtező         | 32-es főtábla                   | Nyolcaddöntő                   | Negyeddöntő       | Elődöntő          | Döntő             | Helyezés |
| Versenyző             | Versenyszám   | Ellenfél Eredmény | Ellenfél Eredmény               | Ellenfél Eredmény              | Ellenfél Eredmény | Ellenfél Eredmény | Ellenfél Eredmény | Helyezés |
| --------------------- | ------------- | ----------------- | ------------------------------- | ------------------------------ | ----------------- | ----------------- | ----------------- | -------- |
| Firmin Abissi         | Harmatsúly    | erőnyerő          | Ryszard Czerwiński (POL) · KO   | kiesett                        | kiesett           | kiesett           | kiesett           | 17.      |
| Barthelémy Adoukonu   | Pehelysúly    | erőnyerő          | Anicet Sambo (MAD) · kizárták   | Cacso Andrejkovszki (BUL) · KO | kiesett           | kiesett           | kiesett           | 9.       |
| Patrice Martin        | Könnyűsúly    |                   | Jordan Leszov (BUL) · KO        | kiesett                        | kiesett           | kiesett           | kiesett           | 17.      |
| Aurélien Agnan        | Kisváltósúly  |                   | Patrizio Oliva (ITA) · RSC      | kiesett                        | kiesett           | kiesett           | kiesett           | 17.      |
| Pierre Sotoumey       | Váltósúly     |                   | Andrés Aldama (CUB) · RSC       | kiesett                        | kiesett           | kiesett           | kiesett           | 17.      |
| Roger Houangni        | Nagyváltósúly |                   | Jackson Rivera (VEN) · 0:5      | kiesett                        | kiesett           | kiesett           | kiesett           | 17.      |
| Étienne Loco Gbodolle | Középsúly     |                   | Christer Corpi (SWE) · kizárták | kiesett                        | kiesett           | kiesett           | kiesett           | 17.      |

RSC – a mérkőzésvezető megállította a mérkőzést